# 水素製造
水素製造（すいそせいぞう）は、水素ガスを産業的に製造することである。
2020年の段階で、水素の95％が化石燃料の水蒸気改質によって製造されているが、急速な再生可能エネルギーのコスト低下により、水の電気分解も商業的に実現可能になってきている。

## 製造方法

### 水蒸気改質
水蒸気改質には、石炭、石油、天然ガスが用いられる。炭素(C)1原子あたり水素(H2)を最大2分子作れる。石炭は主に炭素で構成されるが、石油は炭素、水素(C/H比)が1ː2、天然ガスは1ː4なので二酸化炭素の排出量に比してより多くの水素を作れる。なお改質の過程で二酸化炭素の他硫黄分や一酸化炭素が生じ多くの場合利用の妨げになるのでこれを除去するコストがかかる。

### 水の電気分解
燃料電池同様様々な種類の電解装置が考案されている。
- アルカリ水電解・・・アルカリ水溶液に電極で通電して分解する。効率は70％程度。海水を用いた電解も研究されている。[3]
- 固体高分子形水電解・・・純水を用い電解する。効率は90％。貴金属を使うためコストが高い。代替する非貴金属触媒の開発が進められている。[4]
- 固体酸化物形電解セル・・・水蒸気を電解する。吸熱反応を利用して電気エネルギーに比し100％以上の効率で水素を製造できる。水蒸気と水素の分離の手間がかかるほか、セルの寿命が実用化の課題となっている。

### 熱化学水素製造
熱エネルギーを直接利用して水素を製造する。熱源には主に超高温原子炉など原子力の利用が検討されている。

### ハイブリッド熱化学法
電気分解と熱化学水素製造の両方を併せ持った方法。熱エネルギーと電気エネルギーの両方を使う。固体酸化物形電解セルを用いた高温水蒸気電解の他、三酸化硫黄ガスの高温電解と亜硫酸水電気分解と硫酸熱分解の3つの反応を組み合わせたものが提案されている。熱源、電力源には原子力が検討されている。

### 人工光合成
光触媒を利用し、光エネルギーによって水を分解する。電線で配線するだけの太陽電池と異なり配管、水、ガスの管理が大変なので、コストがかなり厳しい。

### 生合成
生物がバイオマス、光合成を利用して水素を作る。